# Tiszacsege

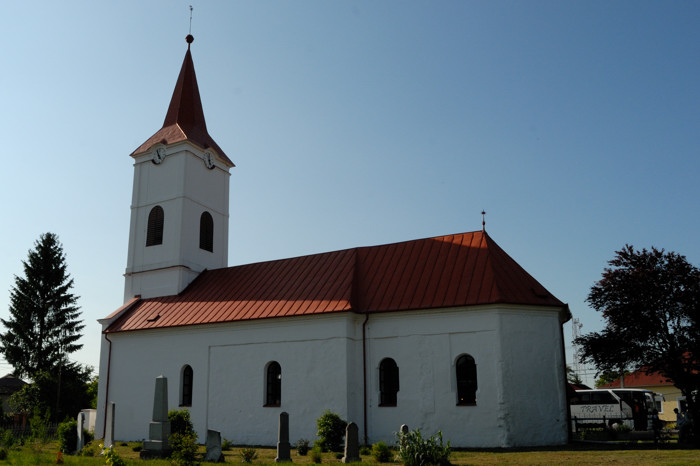
Reformerta kyrkan.

Tiszacsege är en mindre stad i Ungern med 4 520 invånare (2020).